# Den georgiska kungens titel
Den georgiska kungens titel (georgiska: ქართველი მეფის წოდება, kartveli mepis ts'odeba) hänvisar till hur man titulerar kungar, drottningar och regenter av Georgien; detta har ändrats och utvecklats många gånger sedan det forntida kungadömet av Iberien upprättades. Efter successiva monarkier upplöstes riket och omvandlades till det förenade kungariket Georgien. Efter kung David IV Byggaren började alla georgiska kungar att använda kejserliga titlar såsom "Kungarnas konung av abchazer, ibererna, ranis, kachetier, armenier, av shaki, alania och rus, Messias' svärd, Kejsare av hela östern, Den oövervinnlige, Guds tjänare och försvarare". Att muntligt förolämpa en georgisk kung bestraffades med tungstympning och halshuggning.